# Vesicomyicola trifurcatus
Vesicomyicola trifurcatus är en ringmaskart som beskrevs av Dreyer, Miura och Van Dover 2004. Vesicomyicola trifurcatus ingår i släktet Vesicomyicola och familjen Nautiliniellidae. Inga underarter finns listade i Catalogue of Life.